# Canticum novum
Canticum novum (Eigenschreibweise canticum novum) ist ein gemischter Kammerchor in Münster in Nordrhein-Westfalen mit rund 30 Sängerinnen und Sängern, der 2000 von Michael Schmutte gegründet wurde. Seit 2024 steht der Chor unter der Leitung von Koon Tung Grant Sung.

## Repertoire
Schwerpunkt der musikalischen Arbeit ist die geistliche A-cappella-Chormusik von der Renaissance bis zur Gegenwart. Zu den aufgeführten Werken gehörten unter anderem Thomas Tallis’ 40-stimmige Motette Spem in alium, die sechs Motetten von Johann Sebastian Bach, die deutsche Erstaufführung des Magnificat von Urmas Sisask, György Ligetis Lux aeterna, Svyati von John Tavener und Das ist meine Freude von Johann Ludwig Bach. Auch wurden oratorische Werke der Barockzeit nach Erkenntnissen über die historische Aufführungspraxis realisiert: Weihnachtsoratorium, Johannes-Passion, Matthäus-Passion und h-Moll-Messe von Johann Sebastian Bach, der Messiah und Judas Maccabaeus von Georg Friedrich Händel, und die Marienvesper von Claudio Monteverdi.
Kooperationen erfolgten mit der Universität Münster im Rahmen des Exzellenzclusters „Religion und Politik“.
Canticum novum gestaltete die Uraufführungen der Drei Chöre von Joachim Lepping und des Schöpfungsoratoriums „Mit allen Augen“ von Jutta Bitsch (* 1969).

## Chorleiter

### Koon Tung Grant Sung
Koon Tung Grant Sung wurde in Hongkong geboren, seit 2016 lebt er in Deutschland. Er begann sein Chorleitungsstudium an der Robert Schumann Hochschule Düsseldorf, wo er bei Dennis Hansel-Dinar und Timo Nuoranne studierte. Er schloss sein Studium im Sommer 2023 mit dem Master Chorleitung ab. Zusätzlich zu seinem Hauptfach nahm er Unterricht in Orchesterleitung bei Christian von Gehren.
Koon Tung Grant Sung ist seit 2020 als Assistent des Chordirektors im Städtischen Musikverein zu Düsseldorf tätig. 2022 übernahm er die musikalische Leitung des Dortmunder Kammerchors. 2024 übernahm er daneben die Leitung von Canticum novum.

### Michael Schmutte
Michael Schmutte, geb. 1960 in Damme, studierte Kirchenmusik in Graz, Bremen und Wien (A-Diplom). Später folgten eine Zusatzausbildung zum Diplom-Musiktherapeuten an der Universität Münster sowie Chorleitungsstudien u. a. bei Erwin Ortner, Eric Ericson, Frieder Bernius und Johannes Prinz. Prägend war die Zeit mit Nikolaus Harnoncourt in Wien. Die hier erlernte Aufführungspraxis Alter Musik setzte Schmutte bei den entsprechenden Werken auch mit dem canticum novum um. 2008 wurde Schmutte in den Künstlerischen Beirat des Verbandes Deutscher KonzertChöre (VDKC) berufen.

## Preise
- 2004: Béla-Bartók-Chorwettbewerb für zeitgenössische Chormusik in Debrecen/Ungarn (3. Platz)
- 2006: Deutsch-Niederländischer Kirchenmusikpreis im Kloster Frenswegen (1. Platz)
- 2009: 8. Landes-Chorwettbewerb NRW in Bonn (1. Platz in der Kategorie Gemischter Chor bis 40 Mitglieder)
- 2013: 9. Landes-Chorwettbewerb NRW in Dortmund (1. Platz in der Kategorie Gemischter Chor bis 40 Mitglieder)

## Diskografie
- Johann Sebastian Bach: Weihnachts-Oratorium, BWV 248, Teile 1–6. Mit Veronika Winter, Sigrid Horvath, Daniel Johannsen, Matthias Weichert und dem Barockorchester L’arco Hannover. 2004.
- Georg Friedrich Händel: Messiah, HWV 56. Mit Julia Kleiter, Matthias Lucht, Max Ciolek, Wolf Matthias Friedrich und dem Barockorchester L’arco Hannover. Musicom, 2005.
- Claudio Monteverdi: Vesperae Beatae Mariae Virginis, Marienvesper, SV 206. Mit Monika Mauch, Susanne Rydén, Matthias Lucht, Hans Jörg Mammel, Gerd Türk, Nils Giebelhausen, Ekkehard Abele, Wolf Matthias Friedrich, Choralschola der Folkwang-Musikhochschule Essen, Deutsche Monteverdi-Solisten und Renaissance-Bläserensemble Gebhard David. 2005.
- Johann Sebastian Bach: Johannes-Passion BWV 245. Mit Veronika Winter, Susanne Krumbiegel, Knut Schoch, Michael Nonhoff, Wolf Matthias Friedrich und dem Norddeutschen Barockorchester Musicom 2006.[7]
- Jutta Bitsch: Mit allen Augen Schöpfungsoratorium. Live-Mitschnitt der Uraufführung vom 28. September 2016[8]